# Coenagriocnemis ramburi
Coenagriocnemis ramburi – gatunek ważki z rodziny łątkowatych (Coenagrionidae). Endemit wyspy Mauritius; znany tylko z holotypu – samca odłowionego w 1947 roku.